# Nimiq 3
O Nimiq 3 (também chamado de DirecTV-3, DBS-3 e Nimiq 2i) foi um satélite de comunicação geoestacionário construído pela Hughes, ele esteve localizado na posição orbital de 82 graus de longitude oeste e foi administrado inicialmente pela DirecTV e posteriormente pela Telesat Canada, empresa com sede em Ottawa no Canadá. O satélite foi baseado na plataforma HS-601 e sua expectativa de vida útil era de 10 anos. O mesmo saiu de serviço em maio de 2009 e foi transferido para uma órbita cemitério.

## História
O Nimiq 3 entrou em operação no dia 23 de agosto de 2004. Originalmente chamado de DirecTV3 e localizado na posição orbital de 100,8 graus oeste, ele era um velho satélite da DirecTV que já estavam em órbita e foi retirado da aposentadoria e levado para uma nova posição orbital, para perto do satélite Nimiq 1 para diminuir um pouco de sua carga de transmissão. Em fevereiro de 2006, O Nimiq 3 foi movido mais uma vez, agora, para trás do Nimiq 2 para ajudar nas suas transmissões, enquanto isso, outro satélite, o Nimiq 4i (anteriormente chamado de DirecTV2), foi movido para trás do Nimiq 1 para ocupar o lugar deixado pelo Nimiq 3 e aumentar a capacidade de transmissão do Nimiq 1.

## Lançamento
O satélite foi lançado no dia 10 de julho de 1995, abordo do Ariane 42P, a partir do Centro Espacial de Kourou, na Guiana Francesa. Ele tinha uma massa de lançamento de 2.934 kg.

## Capacidade e cobertura
O Nimiq 3 era equipado com 16 transponders em banda Ku. O mesmo era usado como Backup em órbita para o Nimiq 2; fazendo transmissão de TV em alta resolução, para os EUA e os países do Hemisfério Ocidental.